# Jeleava, Sofia-capitala
Jeleava (în bulgară Желява) este un sat în comuna Stolicina, regiunea Sofia-capitala,  Bulgaria. 

## Demografie
Componența etnică a satului Jeleava
     Bulgari (44,88%)
     Nicio identificare (55,11%)
     Altele (0%)
La recensământul din 2011, populația satului Jeleava era de 508 locuitori. Nu există o etnie majoritară, locuitorii fiind  și bulgari (44,88%). Pentru 55,11% din locuitori nu este cunoscută apartenența etnică.